# City of Shellharbour
City of Shellharbour är en kommun i Australien. Den ligger i delstaten New South Wales, i den sydöstra delen av landet, omkring 91 kilometer sydväst om delstatshuvudstaden Sydney. Antalet invånare var 68 460 vid folkräkningen 2016.
Följande samhällen finns i Shellharbour:
- Albion Park Rail
- Barrack Heights
- Flinders
- Croom
- Calderwood
- Shellharbour Village
- Lake Illawarra